# Tarkacsápú virágcincér
A tarkacsápú virágcincér (Stictoleptura maculicornis) a cincérfélék családjába tartozó, Európában honos, lombos és tűlevelű fákon élő bogárfaj. 

## Megjelenése
A tarkacsápú virágcincér testhossza 7-10 mm. Az előhát hátulsó pereme jóval szélesebb az elsőnél; szárnyfedőinek oldalvonalai végig keskenyednek. Alapszíne fekete; szárnyfedői sárgásbarnák, oldalszegélyük és a csúcsuk elmosódottan sötétbarna vagy fekete, néha a vállcsúcs mögött az oldalszegélyén hosszúkás folt látható. A szárnyfedők vége ferdén befelé lemetszett, szögleteik lekerekítettek. Csápjai feketék, a 4-8. ízek töve sárga. Az előtor kétoldalt gyengén benyomott, pontozása sűrű és erős. A szárnyfedők pontozása a vállon sem erősebb, mint az előtoré. A hímek hátulsó lábszárának végén 2 sarkantyú található, az ötödik haslemez vége gyengén kikanyarított, a vége kissé benyomott. 

## Elterjedése és életmódja
Európában honos, az Ibériai-félszigettől Nyugat-Szibériáig. Hidegkedvelő, délen csak a hegyvidékeken fordul elő. A Brit-szigetekről hiányzik. Bár a Kárpátokban gyakori, Magyarországon ritka, a Soproni-hegységben, a Bakonyban és a Tornai-karszton ismertek állományai. 
Lárvája különféle lombos és tűlevelű fák (berkenye, nyír, tölgy, bükk, luc, erdeifenyő, jegenyefenyő, stb.) korhadó törzsében, ágaiban él. Fejlődése két évig tart. Az imágó május végétől augusztusig rajzik. Nappal aktív, többnyire virágokon (ernyősök, fészkesvirágzatúak, rózsafélék, stb.) tartózkodik.   

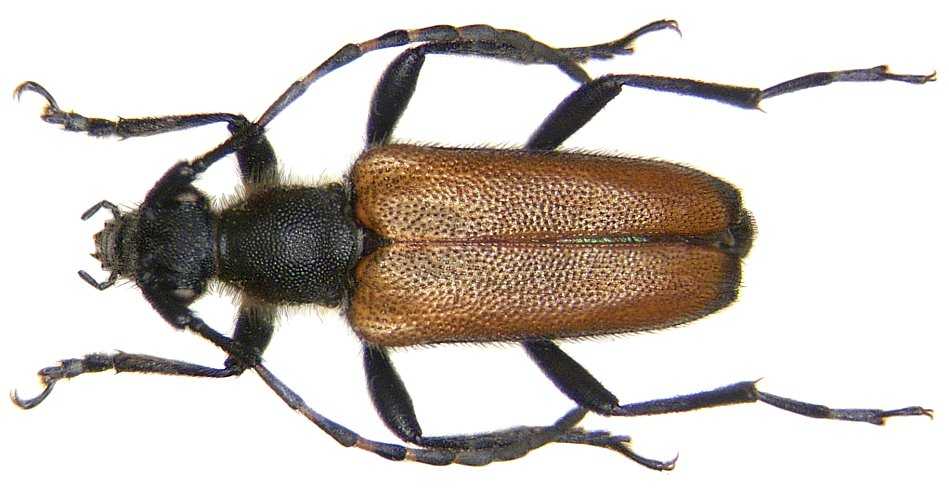
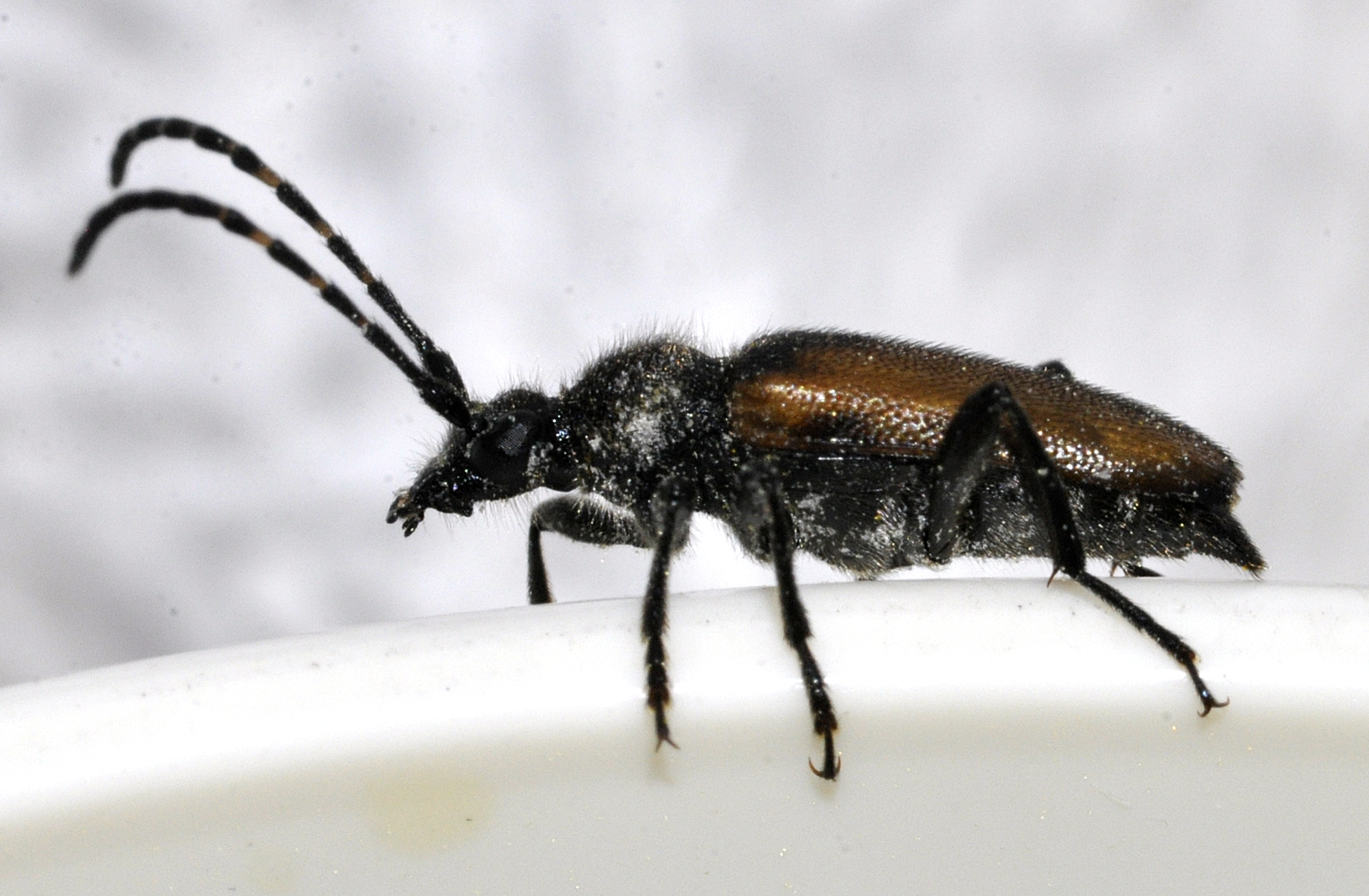
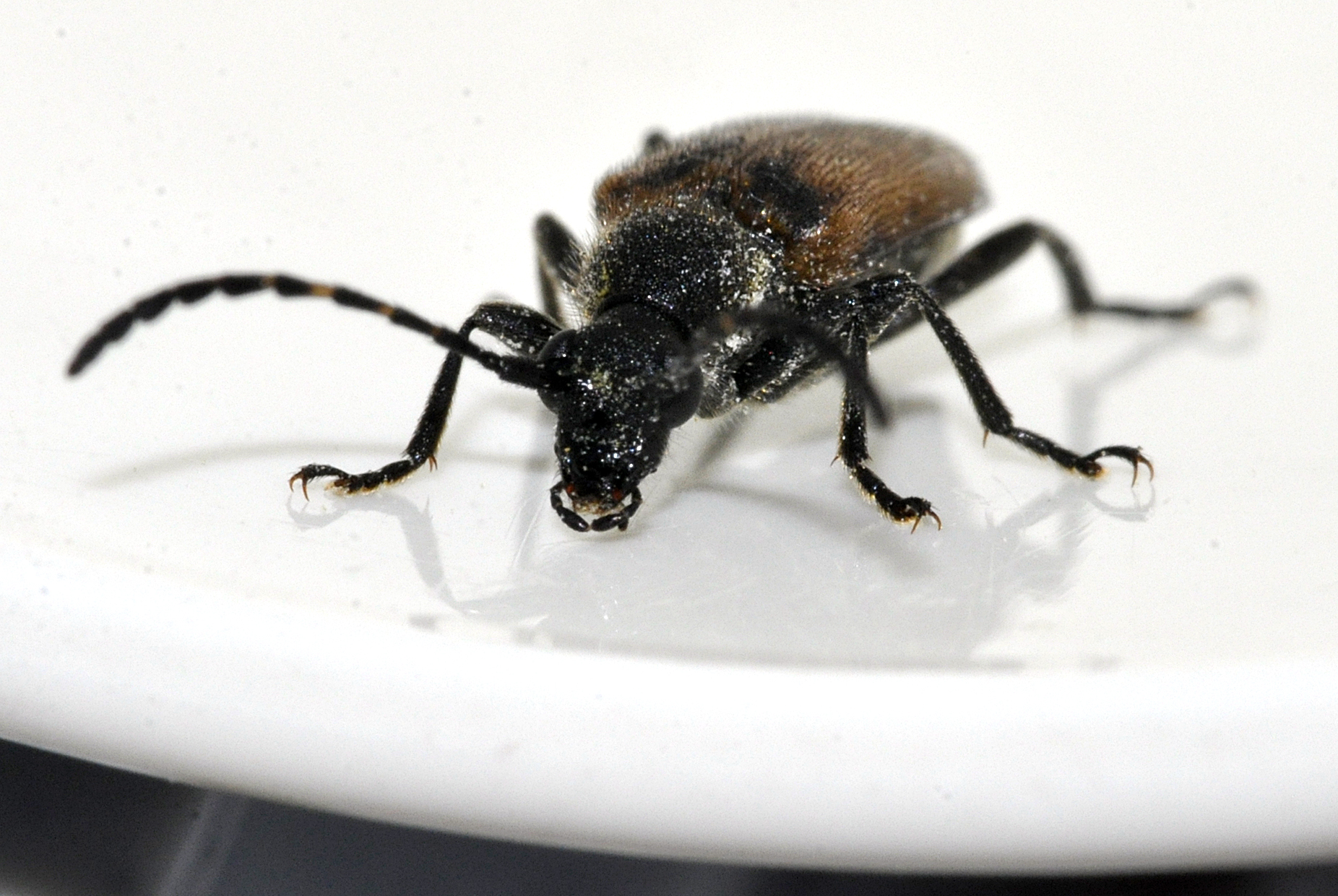
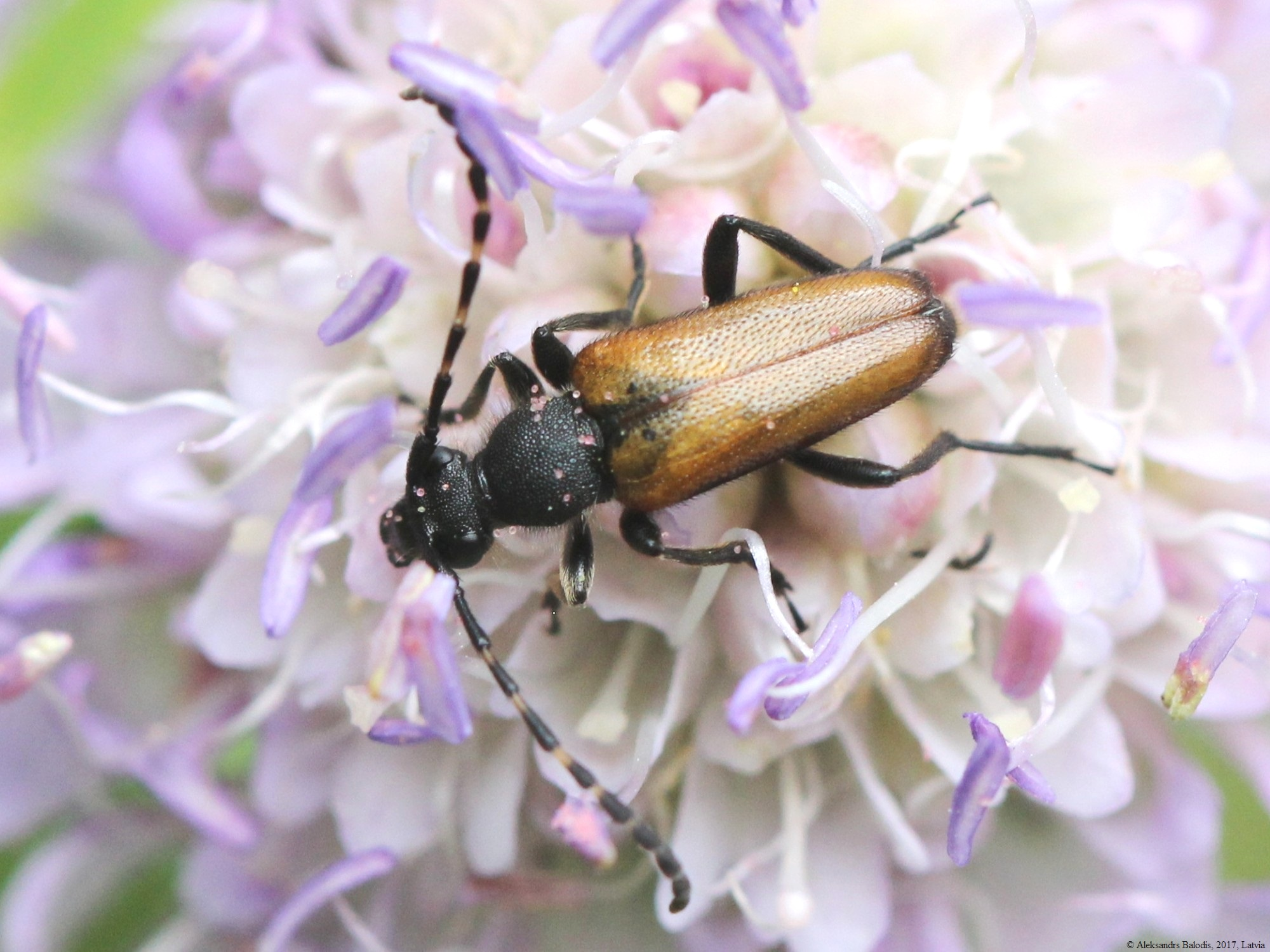
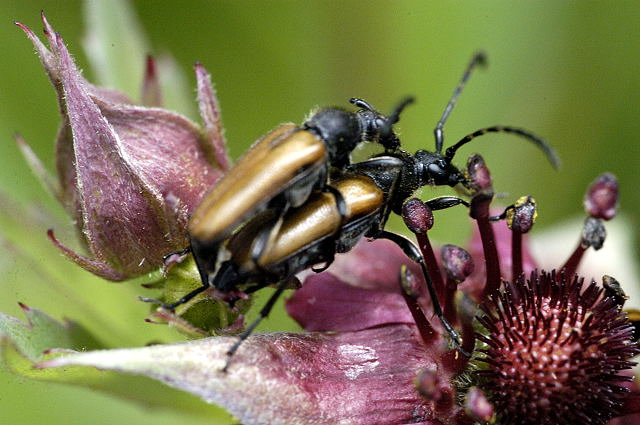

Magyarországon nem védett.